# آندره تراوتو
آندره تراوتو (انگلیسی: André Travetto؛ زادهٔ ۱۲ دسامبر ۱۹۴۸) بازیکن فوتبال اهل فرانسه است.
از باشگاه‌هایی که در آن بازی کرده‌است می‌توان به باشگاه فوتبال کن اشاره کرد.